# Quadragintarema
Quadragintarema (stgr. τεσσαρακοντήρης tessarakonteres) – galera zbudowana przez Ptolemeusza IV w Egipcie ok. 200 r. p.n.e., opisana przez Plutarcha.
Miała ok. 128 m długości. Załogę stanowiło 4000 wioślarzy i 400 marynarzy, mogła zaokrętować ok. 3000 żołnierzy. Plutarch pisał: "Ten statek był tylko na pokaz. Ledwie różnił się od budynków, które są posadowione w ziemi i bardzo trudno było go zwodować".